# یانکووو-سکاربووو
یانکووو-سکاربووو (به لاتین: Jankowo-Skarbowo) یک روستا در لهستان است که در گمینا نوووگرود واقع شده‌است.